# Vasili Mishin
Vasili Pávlovich Mishin, Васи́лий Па́влович Ми́шин (18 de enero de 1917 - 10 de octubre de 2001), fue un ingeniero soviético y pionero en cohetes.
Vasili Mishin fue uno de los primeros especialistas en cohetes soviéticos en ver las instalaciones de las V-2 alemanas en agosto de 1945, al final de la Segunda Guerra Mundial. Trabajó con Sergéi Koroliov y fue su asistente durante el desarrollo del primer ICBM y los programas Sputnik y Vostok. 
Koroliov muere el 14 de enero de 1966, con lo cual Mishin se convirtió en el jefe de la oficina de diseño de Koroliov OKB-1 el 11 de mayo. Pero aunque tenía el apoyo de la dirección, no tenía el talento motivador o el aura de autoridad de Koroliov. Esto era algo esencial para obtener la prioridad por los proyectos dentro del sector aeroespacial soviético. Sobre todo, no tuvo la confianza de muchos de los cosmonautas, que se hizo evidente en mayo de 1967, cuando Yuri Gagarin y Alekséi Leónov discuten con Nikolái Kamanin la ineficacia completa de Mishin, su exacerbación, su pobre conocimiento de la nave espacial Soyuz y los detalles de su funcionamiento, su falta de cooperación a la hora de trabajar con los cosmonautas.
En julio de 1971 la falta de claridad de los procedimientos causó la muerte de los tres tripulantes de la Soyuz 11 (Dobrovolsky, Patsayev y Volkov). El general Kamanin estaba furioso porque de los 25 cosmonautas que habían volado cinco estaban en el muro del Kremlin y uno en el cementerio de Novdevich, culpando de sus muertes a la dirección incompetente de Ustínov, Serbin, Smirnov, Mishin, Afanasiev, Bushúyev y Serbin. Pero estos a su vez intentaban culpar al cuerpo de cosmonautas diciendo que la abertura que despresurizó la nave podría haberse tapado con un dedo si la tripulación hubiera estado debidamente entrenada.
Kamanin y el cuerpo de cosmonautas habían escrito muchas cartas a lo largo de ocho años exponiendo la necesidad de dotar a la tripulación de trajes espaciales. La respuesta de Mishin fue: No quiero que cobardes vuelen mi nave espacial. Habría sido posible operar la Soyuz con una tripulación de dos, con sus trajes, o por lo menos tanques de oxígeno de reserva adecuados para inundar el compartimento y mantener la presión en la situación de una pérdida de presión de la cápsula. Pero Mishin simplemente rechazó las protestas.
Intentó sin éxito el aterrizaje de un hombre en la Luna usando el cohete N-1. Fue reemplazado en su puesto por Valentín Glushkó el 2 de mayo de 1974.
Continuó con sus trabajos de investigación y educación en el departamento de cohetes del Instituto Aeronáutico de Moscú.
Vasili Mishin fue condecorado como Héroe de los Trabajadores Socialistas por su trabajo en el programa espacial soviético.